# ラダリアス・グリーン
ラダリアス・グリーン（Ladarius Green 1990年5月29日- ）はベルリン生まれの元アメリカンフットボール選手。現役時代のポジションはタイトエンド。

## 経歴
両親がアメリカ軍で働いていたため、西ベルリンで生まれた。3歳の時にフロリダ州へ移り住んだ。
同州ペンサコーラの高校に進学した。
イリノイ大学、フロリダ国際大学からもリクルーティングされたが、ルイジアナ大学ラファイエット校では2008年から2011年までの4シーズン、149回のレシーブで2,201ヤード、22TDをあげた。2010年にはジョン・マッキー賞のセミファイナリスト8人のうちの1人に残った。2011年のサンディエゴ州立大学とのニューオーリンズボウルでは、5回のレシーブで121ヤードを獲得、1TDをあげて勝利に貢献した。
ドラフト前のスカウティング・バインでは、40ヤード走で4秒53の好タイムを出し、注目された。
2012年のNFLドラフト4巡でサンディエゴ・チャージャーズに指名された。同年5月10日、チャージャーズと4年契約を結んだ。この年チャージャーズのタイトエンドでは、4番目の4レシーブを記録した。